# Aeropuerto de Kajaani
El aeropuerto de Kajaani es un aeropuerto civil, situado en la localidad de Paltaniemi, a 8 kilómetros del centro de Kajaani. El aeropuerto se terminó de construir en 1957.
En 2010 por el aeropuerto pasaron 66.000 pasajeros. Las líneas que operan en el aeropuerto son Finnair y Finncomm Airlines.

## Estadísticas
Ver fuente y consulta Wikidata.

## Aerolíneas y destinos

### Destinos internacionales
| Ciudades por países | Nombre del aeropuerto                                  | Aerolíneas                     |
| Europa              | Europa                                                 | Europa                         |
| ------------------- | ------------------------------------------------------ | ------------------------------ |
| Grecia              |                                                        |                                |
| Corfú               | Aeropuerto Internacional de Corfú-Ioannis Kapodistrias | Enter Air (chárter estacional) |